# 아브라사메 무이 푸에르테
《아브라사메 무이 푸에르테》(스페인어: Abrázame muy fuerte)는 2000년 방영된 멕시코의 텔레노벨라이다.